# Desa Pedawang (administrativ by i Indonesien, lat -6,79, long 110,86)
Desa Pedawang är en administrativ by i Indonesien.   Den ligger i provinsen Jawa Tengah, i den västra delen av landet, 400 km öster om huvudstaden Jakarta.